# Divertimento en re mayor, KV 136 (Mozart)
El Divertimento en Re mayor KV 136/125a fue compuesto por Wolfgang Amadeus Mozart en Salzburgo a inicios de 1772,  junto con los divertimentos KV 137 y KV 138 en el período entre su segundo y el tercer viaje a Italia. La obra también es conocida como Sinfonía Salzburgo n.º 1.

## Historia
En diciembre de 1771, la familia Mozart regresaba a Salzburgo después de su gira por Italia. El viaje fue un éxito, pero el objetivo principal no se cumplió, pues el propósito de la gira era que una corte respetable otorgara una plaza al joven Mozart. Aun así, la producción musical de Mozart no se vio afectada y para los primeros tres meses de 1772 ya había compuesto los tres divertimentos KV 136-138.

## Movimientos
- Allegro
- Andante
- Presto

## Estructura
El divertimento es una forma musical sin estructura concreta, que define más bien una función social. En la época del clasicismo se usaba esta música para celebrar momentos especiales de la sociedad. Los divertimentos continuaron componiéndose hasta la década de 1780 -1790. Usualmente se dividen en tres movimientos; el primero y el tercero cuentan con una estructura binaria, ambos separados por un movimiento lento.  Generalmente se deja de lado el virtuosismo, y se prefiere un lenguaje armónico y melódico simple.  
El divertimento en Re mayor KV 136 de Mozart respeta el espíritu de entretenimiento, pero no la forma, pues consiste en solo tres movimientos; con el segundo lento. Aunque está escrito para cuatro instrumentos no se considera como un cuarteto, pues carece del lenguaje de música de cámara característico.
El primer movimiento (Allegro) consta de un papel un poco más virtuoso por parte de los intérpretes; tiene un sistema rítmico elaborado pero sin perder melodías brillantes.
El segundo movimiento (Andante) es más reflectante, pero la melodía continúa manteniendo el brillo que tenía en la primera mitad.
El tercer movimiento abre en silencio para hacer eco de los temas ya expuestos en los primeros dos movimientos, pero esta vez se elaboran más en la parte contrapuntística. Epstein señala que es característico de la habilidad que tenía Mozart de reutilizar material del primer movimiento, ya que la misma melodía debe ser interpretada al doble de velocidad.

## Catálogo Köchel
El divertimento está catalogado como KV 136/125a.

## Duración
15 minutos aprox.

## Instrumentación
- 2 violines
- Viola
- Violoncelo

## Lugar y fecha de composición
Salzburgo, a principios de 1772.